# I-divisioona 2011
La I-divisioona 2011 è la 29ª edizione del campionato di football americano di secondo livello, organizzato dalla SAJL.

## Squadre partecipanti
| Club               | Città    | Stadio | Sponsor ufficiale | Risultato nella stagione 2010 |
| ------------------ | -------- | ------ | ----------------- | ----------------------------- |
| Helsinki 69ers     | Helsinki |        |                   |                               |
| Kouvola Indians    | Kouvola  |        |                   |                               |
| Nokia Ghosthunters | Nokia    |        |                   |                               |
| Vantaan TAFT       | Vantaa   |        |                   |                               |
| Kuopio Steelers    | Kuopio   |        |                   |                               |

## Stagione regolare

### Calendario

#### 1ª giornata
| Helsinki 14 maggio 2011, ore 17:00 | Helsinki 69ers | 21 – 14 (14-0 0-6 7-0 0-8) referto | Kuopio Steelers | Velodromo di Helsinki (107 spett.)\| Arbitro: \| Hautala \| |
| Arbitro:                           | Hautala        |                                    |                 |                                                             |

#### 2ª giornata
| Nokia 22 maggio 2011, ore 16:00 | Nokia Ghosthunters | 13 – 23 (7-7 6-10 0-6 0-0) referto | Kouvola Indians | Keskusurheilukenttä (300 spett.) |

| Vantaa 22 maggio 2011, ore 17:00 | Vantaan TAFT | 43 – 0 (12-0 15-0 16-0 0-0) referto | Kuopio Steelers | ISS Stadion (0 spett.) |

#### 3ª giornata
| Vantaa 28 maggio 2011, ore 15:00 | Vantaan TAFT | 47 – 0 (7-0 14-0 13-0 13-0) referto | Helsinki 69ers | ISS Stadion (0 spett.) |

#### 4ª giornata
| Kuopio 4 giugno 2011, ore 15:00 | Kuopio Steelers | 7 – 28 | Nokia Ghosthunters | Väinölänniemen stadion |

| Helsinki 4 giugno 2011, ore 15:00 | Helsinki 69ers | 7 – 13 (0-0 0-7 0-6 7-0) referto | Kouvola Indians | Velodromo di Helsinki (150 spett.)\| Arbitro: \| Parkkali \| |
| Arbitro:                          | Parkkali       |                                  |                 |                                                              |

#### 5ª giornata
| Kuusankoski 11 giugno 2011, ore 16:00 | Kouvola Indians | 6 – 37 (0-6 0-10 6-7 0-14) referto | Vantaan TAFT | Kuusankosken Urheilupuisto (168 spett.)\| Arbitro: \| Suurholma \| |
| Arbitro:                              | Suurholma       |                                    |              |                                                                    |

| Helsinki 11 giugno 2011, ore 17:00 | Helsinki 69ers | 35 – 14 (7-0 6-7 16-0 6-7) referto | Nokia Ghosthunters | Velodromo di Helsinki (0 spett.) |

#### 6ª giornata
| Kuusankoski 18 giugno 2011, ore 16:00 | Kouvola Indians | 21 – 7 (14-7 0-0 7-0 0-0) referto | Kuopio Steelers | Kuusankosken Urheilupuisto (109 spett.) |

| Vantaa 18 giugno 2011, ore 19:00 | Vantaan TAFT | 45 – 13 (10-0 14-7 14-0 7-6) referto | Nokia Ghosthunters | ISS Stadion (0 spett.) |

#### 7ª giornata
| Nokia 2 luglio 2011, ore 16:00 | Nokia Ghosthunters | 6 – 15 (0-6 6-9 0-0 0-0) referto | Kuopio Steelers | Keskusurheilukenttä (168 spett.)\| Arbitro: \| Enonkoski \| |
| Arbitro:                       | Enonkoski          |                                  |                 |                                                             |

| Kuusankoski 3 luglio 2011, ore 18:30 | Kouvola Indians | 14 – 13 (7-7 0-0 0-0 7-6) referto | Helsinki 69ers | Kuusankosken Urheilupuisto (153 spett.) |

#### 8ª giornata
| Kuopio 9 luglio 2011, ore 16:00 | Kuopio Steelers | 12 – 17 referto | Vantaan TAFT | Väinölänniemen stadion |

| Kuusankoski 9 luglio 2011, ore 18:30 | Kouvola Indians | 28 – 13 (7-13 7-0 7-0 7-0) referto | Nokia Ghosthunters | Kuusankosken Urheilupuisto (134 spett.)\| Arbitro: \| M. Immonen \| |
| Arbitro:                             | M. Immonen      |                                    |                    |                                                                     |

#### 9ª giornata
| Kuopio 16 luglio 2011, ore 12:00 | Kuopio Steelers | 7 – 35 (0-0 7-7 0-14 0-14) referto | Kouvola Indians | Väinölänniemen stadion |

| Helsinki 16 luglio 2011, ore 17:00 | Helsinki 69ers | 8 – 35 | Vantaan TAFT | Velodromo di Helsinki |

#### 10ª giornata
| Nokia 23 luglio 2011, ore 16:00 | Nokia Ghosthunters | 24 – 50 (6-20 12-16 6-6 0-8) referto | Helsinki 69ers | Keskusurheilukenttä (153 spett.)\| Arbitro: \| Enonkoski \| |
| Arbitro:                        | Enonkoski          |                                      |                |                                                             |

| Vantaa 25 luglio 2011, ore 19:00 | Vantaan TAFT | 42 – 28 (14-7 6-0 7-14 15-7) referto | Kouvola Indians | ISS Stadion |

#### 11ª giornata
| Nokia 30 luglio 2011, ore 16:00 | Nokia Ghosthunters | 28 – 38 referto | Vantaan TAFT | Keskusurheilukenttä (200 spett.) |

| Kuopio 31 luglio 2011, ore 15:00 | Kuopio Steelers | 29 – 18 (0-6 10-0 12-0 7-12) referto | Helsinki 69ers | Väinölänniemen stadion |

### Classifica
La classifica della regular season è la seguente:
- PCT = percentuale di vittorie, G = partite giocate, V = partite vinte,  P = partite perse, PF = punti fatti, PS = punti subiti

| Pos. | Squadra            | PCT   | G | V | N | P | PF  | PS  |
| ---- | ------------------ | ----- | - | - | - | - | --- | --- |
| 1    | Vantaan TAFT       | 1.000 | 8 | 8 | 0 | 0 | 304 | 95  |
| 2    | Kouvola Indians    | .750  | 8 | 6 | 0 | 2 | 168 | 139 |
| 3    | Helsinki 69ers     | .375  | 8 | 3 | 0 | 5 | 152 | 190 |
| 4    | Kuopio Steelers    | .250  | 8 | 2 | 0 | 6 | 91  | 189 |
| 5    | Nokia Ghosthunters | .125  | 8 | 1 | 0 | 7 | 139 | 241 |

## Playoff

### Tabellone
|  | Semifinali | Semifinali      | Semifinali |                 |    | XXVII Spagettimalja | XXVII Spagettimalja | XXVII Spagettimalja |  |
|  |            |                 |            |                 |    |                     |                     |                     |  |
|  | 1          | Vantaan TAFT    | 33         |                 |    |                     |                     |                     |  |
|  | 1          | Vantaan TAFT    | 33         |                 |    |                     |                     |                     |  |
|  | 4          | Kuopio Steelers | 0          |                 |    |                     |                     |                     |  |
|  | 4          | Kuopio Steelers | 0          |                 | 1  | Vantaan TAFT        | 41                  |                     |  |
|  |            |                 |            |                 | 1  | Vantaan TAFT        | 41                  |                     |  |
|  |            |                 | 2          | Kouvola Indians | 27 |                     |                     |                     |  |
|  | 2          | Kouvola Indians | 2          | Kouvola Indians | 27 | 28                  |                     |                     |  |
|  | 2          | Kouvola Indians |            |                 |    |                     |                     |                     |  |
|  | 3          | Helsinki 69ers  | 26         |                 |    |                     |                     |                     |  |

### Semifinali
| Vantaa 6 agosto 2011, ore 19:00 | Vantaan TAFT | 33 – 0 (7-0 13-0 7-0 6-0) referto | Kuopio Steelers | ISS Stadion |

| Kuusankoski 7 agosto 2011, ore 16:00 | Kouvola Indians | 28 – 26 (6-7 8-7 6-0 8-12) referto | Helsinki 69ers | Kuusankosken Urheilupuisto (249 spett.) |

### XXVII Spagettimalja
| Vantaa 13 agosto 2011, ore 19:00 | Vantaan TAFT | 41 – 27 (6-10 14-0 0-3 21-14) referto | Kouvola Indians | ISS Stadion |

## Verdetti
- Vantaan TAFT Vincitori dello Spagettimalja 2011

## Marcatori
- le statistiche dell'incontro Steelers-Ghosthunters della 4ª giornata
- le statistiche dell'incontro 69ers-TAFT della 9ª giornata
- 8 punti dei TAFT nell'incontro Ghosthunters-TAFT dell'11ª giornata.

| Giocatore    | Sq.                | TD rush | TD recv | TD int | TD p.ret | TD k.ret | TD oth | Xp1  | Xp2 | FG  | Saf | Totale |
| ------------ | ------------------ | ------- | ------- | ------ | -------- | -------- | ------ | ---- | --- | --- | --- | ------ |
| K. Villa     | Vantaan TAFT       | 6+4     | 0+1     | 0      | 0        | 0        | 0      | 0    | 1   | 0   | 0   | 68     |
| P. Utriainen | Vantaan TAFT       | 0       | 9+1     | 0      | 0        | 0        | 0      | 0    | 1   | 0   | 0   | 62     |
| A. Olin      | Vantaan TAFT       | 0       | 0       | 0      | 0        | 0        | 0      | 21+8 | 0   | 4+2 | 0   | 47     |
| Heinisalo    | Kouvola Indians    | 0       | 4+3     | 0      | 0        | 0        | 0      | 0    | 0+1 | 0   | 0   | 44     |
| Shepherd     | Kouvola Indians    | 0       | 5       | 1      | 0        | 1        | 0      | 0    | 0   | 0   | 0   | 42     |
| 2 giocatori  | 38                 |         |         |        |          |          |        |      |     |     |     |        |
| Riihiluoma   | Kouvola Indians    | 0       | 0       | 0      | 0        | 0        | 0      | 21+3 | 0   | 1+2 | 0   | 33     |
| 2 giocatori  | 30                 |         |         |        |          |          |        |      |     |     |     |        |
| Parikka      | Kuopio Steelers    | 3       | 0       | 0      | 0        | 0        | 0      | 2    | 0   | 1   | 1   | 25     |
| 3 giocatori  | 24                 |         |         |        |          |          |        |      |     |     |     |        |
| Kuronen      | Kuopio Steelers    | 3       | 0       | 0      | 0        | 0        | 0      | 2    | 0   | 0   | 0   | 20     |
| 7 giocatori  | 18                 |         |         |        |          |          |        |      |     |     |     |        |
| N. Liesmaki  | Helsinki 69ers     | 0       | 2       | 0      | 0        | 0        | 0      | 1    | 0   | 0   | 0   | 13     |
| 9 giocatori  | 12                 |         |         |        |          |          |        |      |     |     |     |        |
| 2 giocatori  | 8                  |         |         |        |          |          |        |      |     |     |     |        |
| 13 giocatori | 6                  |         |         |        |          |          |        |      |     |     |     |        |
| 2 giocatori  | 5                  |         |         |        |          |          |        |      |     |     |     |        |
| N. Alonso    | Helsinki 69ers     | 0       | 0       | 0      | 0        | 0        | 0      | 0    | 2   | 0   | 0   | 4      |
| Moisio       | Nokia Ghosthunters | 0       | 0       | 0      | 0        | 0        | 0      | 3    | 0   | 0   | 0   | 3      |
| T. Luomajoki | Vantaan TAFT       | 0       | 0       | 0      | 0        | 0        | 0      | 0    | 0   | 0   | 1   | 2      |
| 3 giocatori  | 1                  |         |         |        |          |          |        |      |     |     |     |        |

- Miglior marcatore della stagione regolare: P. Utriainen ( Vantaan TAFT), 56
- Miglior marcatore dei playoff: K. Villa ( Vantaan TAFT), 30
- Miglior marcatore della stagione: K. Villa ( Vantaan TAFT), 68

## Passer rating
- le statistiche dell'incontro Steelers-Ghosthunters della 4ª giornata
- le statistiche dell'incontro 69ers-TAFT della 9ª giornata.

La classifica tiene in considerazione soltanto i quarterback con almeno 10 lanci effettuati.
| Giocatore   | Sq.                | G   | Att    | Comp   | Int | Yds      | TD   | NFL    | NCAA   |
| ----------- | ------------------ | --- | ------ | ------ | --- | -------- | ---- | ------ | ------ |
| McCrea      | Helsinki 69ers     | 2+1 | 16+1   | 7+1    | 0+0 | 73+51    | 3+0  | 111,27 | 166,56 |
| D. Pope     | Vantaan TAFT       | 7+2 | 201+49 | 129+30 | 2+0 | 1652+438 | 20+5 | 119,92 | 165,22 |
| Carpelan    | Kouvola Indians    | 6   | 141    | 93     | 4   | 958      | 12   | 101,91 | 145,44 |
| Johnson     | Kouvola Indians    | 2+1 | 76+45  | 43+25  | 1+2 | 607+314  | 4+3  | 89,58  | 134,27 |
| L. Siitonen | Nokia Ghosthunters | 7   | 136    | 81     | 7   | 864      | 8    | 76,35  | 122,04 |
| J. Thomas   | Helsinki 69ers     | 7+1 | 120+6  | 59+2   | 4+0 | 615+14   | 5+0  | 63,23  | 97,09  |
| Parikka     | Kuopio Steelers    | 7+1 | 66+12  | 15+5   | 7+1 | 194+88   | 0+0  | 2,56   | 35,50  |

- Miglior QB della stagione regolare: D. Pope ( Vantaan TAFT), 164,06
- Miglior QB dei playoff: D. Pope ( Vantaan TAFT), 169,98
- Miglior QB della stagione: McCrea ( Helsinki 69ers), 166,56